# غابور كوفز
غابور كوفز (بالمجرية: Köves Gábor)‏ مواليد 7 يناير 1970 في بودابست، هو لاعب كرة مضرب مجري سابق بدأ مسيرته كمحترف سنة 1993 وكان يلعب باليد اليمنى. أعلى تصنيف له في الفردي كان المركز الـ 702 في سنة 1990. أعلى تصنيف له في الزوجي كان 79. سبق أن شارك في دورة الألعاب الأولمبية الصيفية.

## روابط خارجية
- غابور كوفز على موقع رابطة محترفي التنس (الإنجليزية)
- غابور كوفز على موقع الاتحاد الدولي لكرة المضرب (الإنجليزية)
- غابور كوفز على موقع كأس ديفيز (الإنجليزية)
- غابور كوفز على موقع خلاصة التنس.كوم (الإنجليزية)
- غابور كوفز على موقع اللجنة الأولمبية الدولية (الإنجليزية)
- غابور كوفز على موقع أوليمبيديا (الإنجليزية)
- غابور كوفز على موقع اللجنة الأولمبية المجرية (الهنغارية)